# スミルノ博士の日記
『スミルノ博士の日記』（Doktor Smirnos Dagbok、独: Das Tagebuch des Dr.Smirno）は、サムエル・アウグスト・ドゥーセの推理長編小説。私立探偵レオ・カリング (Leo Carring) 登場作品の一篇。

## 概要
医学者にして作家の小酒井不木が、法医学者の古畑種基博士との文通の中で発見・紹介された一篇である。小酒井不木と古畑種基は東大医学部時代からの親友で、当時ドイツ留学中の古畑博士が小酒井あてにドゥーゼのドイツ語訳を送ったことがきっかけで、『新青年』大正12年（1923年）１月号から連載された。当時は本格探偵小説があまり翻訳されていなかったので、愛読者の渇望を満たしたものと想像される。
作者ドゥーセ（1873年8月2日 - 1933年2月9日）はスウェーデン人で、本職は軍人。南極探検隊に1901年から1903年までに気象官、地図作成者として参加し、その体験をもとに1905年に「ペンギンとアザラシの間で」を発表している。
戦前、本格推理作家として高い人気を集めた彼の作品も、1920年以降に登場し、本格黄金時代を築き上げたアガサ・クリスティーやF・W・クロフツなどの新進の本格作家の台頭とともに忘れられた存在となり、第二次大戦後は日本語訳もほとんどなく、その作品の大半が入手困難になっている。

## あらすじ
法医学者ワルター・スミルノはある事件で、高名な私立探偵であるレオ・カリングの助手をつとめたことがあった。彼は、彼の身の回りで起こった事件のなりゆきを最後まで見届けた人間であった。
その日記によると、ワルターは、1912年1月26日にファビアン・ボールスという友人に恋人である女優のアスタ・ドゥールを奪われた。さらにその後、1914年7月9日にプロポーズした恋人のスティナ・フェルセンに振られ、彼女は同年12月5日にファビアンと結婚してしまった。追いうちをかけるように、第一次世界大戦の影響で、1915年1月18日に株式で大損をし、破産してしまった。そのため、同年2月20日に彼はスティナより紹介された資産家の令嬢、ヘレナ・スンドハーゲンと婚約した。ここまでの経緯を彼は忘れたかったため、日記を糊付けし、1年以上日記から離れていた。
1916年2月12日の土曜日の深夜、アスタの射殺事件に巻き込まれたところで、彼の日記は再開された。

## 登場人物
- ワルター・スミルノ - 物語の中心人物。1883年10月1日生まれ。細菌学の権威。アスタとの間に娘がいる。
- アスタ・ドゥール - 被害者。女優。金融業を副業で営んでいる。ワルターの元恋人。
- スティナ・フェルセン（ボールス） - ワルターの元恋人で、ファビアンの現夫人。1892年5月3日生まれ。
- ヘレナ・スンドハーゲン - ワルターの婚約者にして、美貌の資産家令嬢。スティナの友人。ワルターとアスタ、スティナとの関係や娘のことについては知らされていない。
- ヴェラ - ワルターとアスタの娘。孤児院で暮らしている。両親については知らされていない。
- ファビアン・ボールス - 工業技師。スティナとの結婚後も、アスタと関係を持っている。
- ゴッドハルト・ルネスタム - フィンランド人。アスタの恋人。
- シャルロッテ - ドゥール家の年老いた女中
- ゲルダ - ドゥール家の若い女中
- サンデルソン - 事件担当の警部。ワルターとも何回か法医学上のことで意見を交換したことがある。
- グリンマー - サンデルソンの配下の刑事。
- ローランド - サンデルソンの配下の刑事。
- 警官317号 - ワルターが仮面舞踏会の帰りに酔った勢いで絡んだ警官。彼に検挙され、署長に取り調べられることで、ワルターはアスタの遭難を知った。
- レオ・カリング - 私立探偵。弁護士。スティナと知り合いであったことから事件にかかわる。打ち抜かれて針の止まった時計から、時計に作為の跡が見られることを推理する。

## 特徴
- 物語は、友人である「僕」が高名な私立探偵であるレオ・カリングから小説の題材となる事件の紹介を依頼し、多忙のカリングが取り出したワルターの日記を受け取るところから始まっている。続いて、ワルターの日記が大半を占め、最後にレオ・カリングの付記、という構成になっている。アガサ・クリスティー『アクロイド殺し』と対比される機会の多い作品であるが、客観性の点では本作の方が優れている。

## 書誌情報
- 『世界推理小説大系5 チェホフ・ドゥーゼ』 宇野利泰訳（東都書房、解説荒正人）、1963年
  - 収録作品 -「狩場の悲劇」（チェーホフ）、「スミルノ博士の日記」（ドゥーゼ）
    - 新訂版『スミルノ博士の日記』（中公文庫、新版解説戸川安宣）、2024年
- 『小酒井不木探偵小説全集 第6巻　翻訳集（1）』(本の友社、復刻再刊)　1992年　
  - 収録作品 -「スミルノ博士の日記」(ドゥーゼ)、「夜の冒険」(ドゥーゼ)